# Nombre premier de Gauss

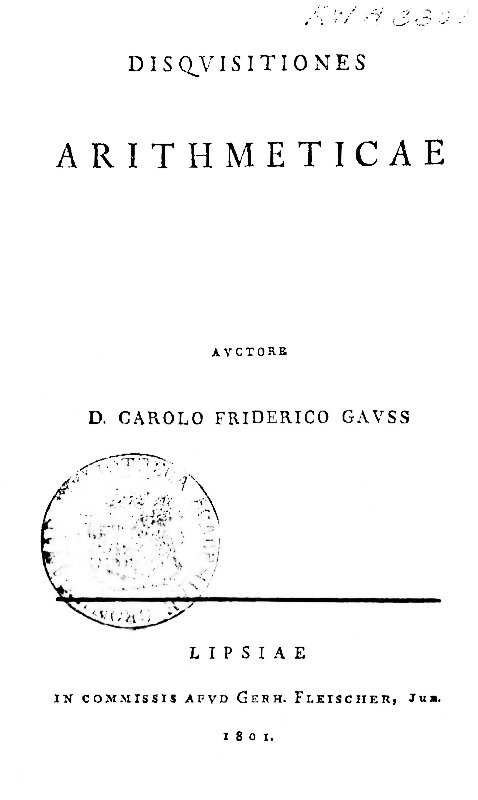
Page de titre de la première édition des Disquisitiones arithmeticae.

Des nombres premiers de Gauss avec une « petite » norme.

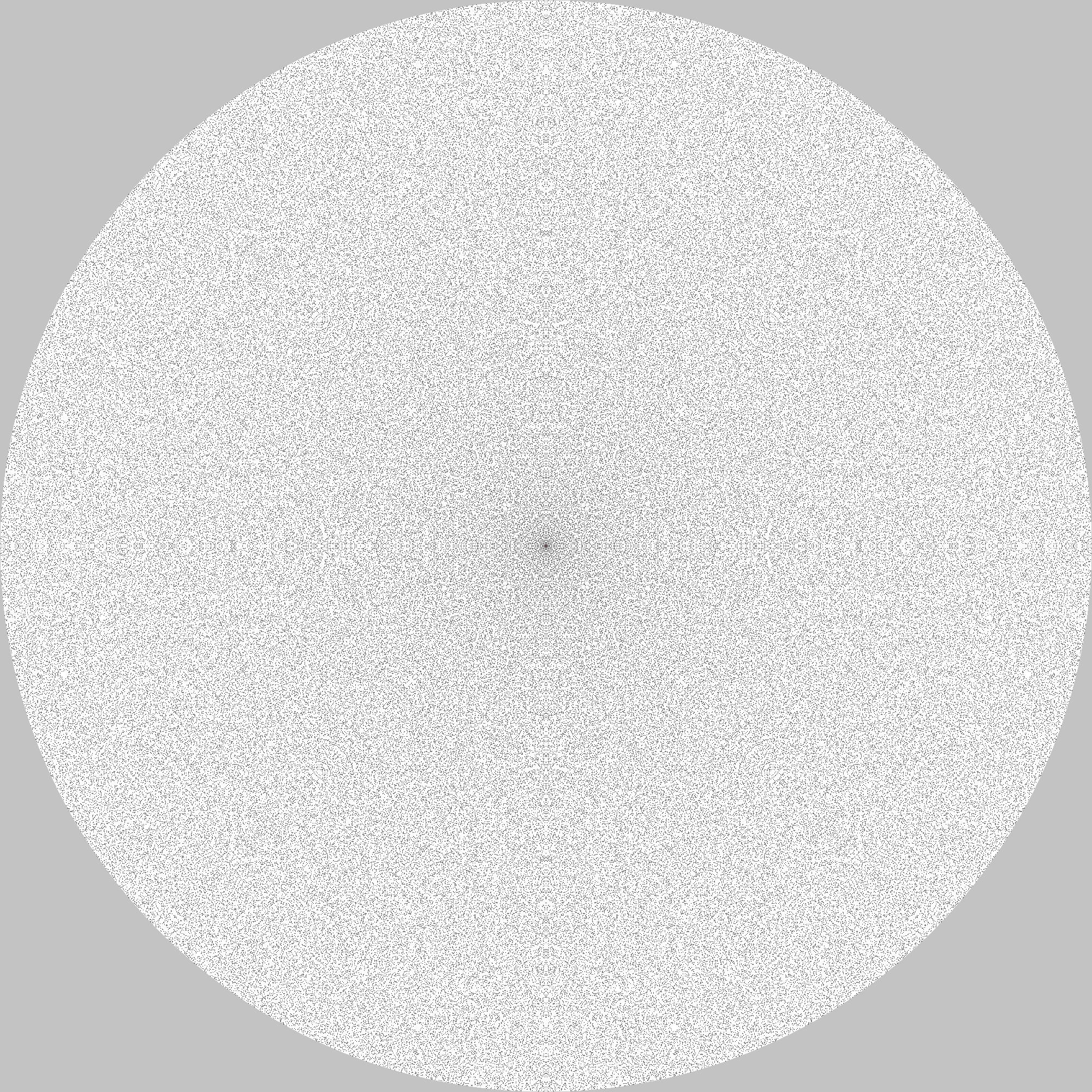
Nombres premiers de Gauss de norme inférieure à un million.

En mathématiques et plus précisément en algèbre, un nombre premier de Gauss est l'équivalent d'un nombre premier pour l'anneau ℤ[i] des entiers de Gauss. Cette notion est utilisée en théorie algébrique des nombres.
Les nombres premiers de Gauss sont utilisés pour la résolution d'équations diophantiennes comme le théorème des deux carrés de Fermat ou pour établir des résultats théoriques comme la loi de réciprocité quadratique.

## Motivation
En 1801, dans son livre Disquisitiones arithmeticae, Carl Friedrich Gauss développe des arithmétiques sur d'autres anneaux que celui des entiers relatifs. Il utilise particulièrement l'anneau des polynômes à coefficients dans un corps commutatif et l'anneau des « entiers » qui portent son nom. Ces anneaux sont — comme ℤ — euclidiens donc principaux et a fortiori factoriels. Une arithmétique modulaire se développe, analogue à celle de l'anneau ℤ/nℤ. Une connaissance fine de la structure nécessite la compréhension des éléments premiers de l'anneau. Elle rend opérationnel le théorème de décomposition en facteurs premiers.

## Définition et exemples
Un entier de Gauss est un nombre complexe dont les parties réelle et imaginaire sont entières.
Les éléments inversibles (ou unités) de ℤ[i] sont 1, –1, i et –i (ces nombres jouent un rôle analogue à 1 et –1 dans ℤ).

Un nombre premier de Gauss est un élément irréductible de ℤ[i], c'est-à-dire un entier de Gauss qui n'est pas une unité et dont les seuls diviseurs sont les unités et les produits de ce nombre par une unité.
Certains nombres premiers dans ℤ ne sont donc pas des nombres premiers de Gauss : 
En revanche, 2 + i et 3 sont irréductibles. Le rôle du prochain paragraphe est de caractériser les nombres premiers de Gauss.

## Détermination
Une notion utile pour l'analyse des entiers de Gauss est la norme arithmétique. Elle est définie comme le produit d'un nombre par son conjugué. C'est donc la somme des carrés de sa partie réelle et imaginaire, elle est à valeurs dans l'ensemble des entiers positifs, et elle est multiplicative : N(αβ) = N(α)N(β). Les quatre unités sont les éléments de norme 1.
Une première remarque va simplifier la recherche des nombres premiers de Gauss :
- Tout nombre premier de Gauss divise un nombre premier usuel.

En effet, il divise sa norme donc (d'après le lemme d'Euclide dans Z[i]) au moins l'un des facteurs premiers (dans Z) de celle-ci.
On va donc obtenir les nombres premiers de Gauss en décomposant en facteurs irréductibles dans Z[i] chaque nombre premier usuel p :
- Si p est somme de deux carrés, alors p = a2 + b2 = π π pour π = a + bi et (par multiplicativité de la norme) π et π sont irréductibles dans Z[i], puisque leur norme p est irréductible dans Z. Les nombres premiers de Gauss qui divisent p sont donc π et π, et leurs produits par les unités i, –1 et –i (ces huit nombres sont distincts, sauf si p = 2).
- Si p n'est pas somme de deux carrés, alors c'est un nombre premier de Gauss. En effet, pour tous entiers de Gauss α et β tels que p = αβ, on a N(α)N(β) = p2 et p ≠ N(α), p ≠ N(β) car p ni carré ni somme de carrés, donc N(α) ou N(β) est égal à 1. Les nombres premiers de Gauss qui divisent p sont donc p et ses produits par i, –1 et –i.

Or un nombre premier est somme de deux carrés si et seulement s'il est égal à 2 ou congru à 1 modulo 4 (cf. « Démonstration du théorème des deux carrés de Fermat par Dedekind »).
En conclusion :
Théorème — Les nombres premiers de Gauss sont :
- ±(1 ± i) ;
- pour tout nombre premier p congru à 1 modulo 4[3] : les huit entiers de Gauss de norme p ;
- pour tout nombre premier p congru à 3 modulo 4[4] : ±p et ±ip.

### Ouvrages
- Pierre Samuel, Théorie algébrique des nombres [détail de l’édition]
- Jean-Pierre Serre, Cours d'arithmétique, 1970 [détail des éditions]